# حوزه انتخابیه پنجم اکلاهما
حوزه انتخابیه پنجم اکلاهما یک حوزه انتخابیه مجلس نمایندگان آمریکا است که در ایالت اکلاهما قرار دارد.